# إسكواير
الإِسْكِوَايَر وتعني المُبجَّل أو المُحترم، عادة ما يكون لقب مجاملة.
كان الأسكواير في المملكة المتحدة تاريخيًا لقب احترام ممنوح للرجال ذوي الرتبة الاجتماعية الأعلى، ولا سيما أعضاء طبقة النبلاء فوق رتبة رجل نبيل وتحت رتبة فارس. تشير بعض المصادر إلى أن اللقب مُنح لمرشحين لمرتبة الفروسية في إنجلترا، بل وقد استُخدِم فيما يتعلق بكبار الشخصيات الأخَر مثل قضاة الصلح والعُمد والرقباء.